# Luddington (Lincolnshire)
Luddington – wieś w Anglii, w hrabstwie ceremonialnym Lincolnshire, w dystrykcie (unitary authority) North Lincolnshire. Leży 47 km na północ od Lincoln i 240 km na północ od Londynu.